# Wilbur Campbell
Wilbur Campbell (Chicago, 30 juli 1926 - aldaar, 30 december 1999) was een Amerikaanse jazzdrummer.

## Biografie
Campbell bezocht de DuSable High School in de South Side van Chicago en kreeg onderricht van Walter Dyett. Hij speelde piano, vibrafoon en drums, voordat hij koos voor het laatste instrument, nadat hij drie dagen lang had gewerkt met Milt Jackson. Op 15-jarige leeftijd had hij zijn eerste professionele optreden met de formatie Baby Band. Twee jaar later volgde zijn eerste vermelding in het tijdschrift Down Beat, waar hij Young Lion werd genoemd. Van 1945 tot 1947 vervulde hij zijn militaire dienstplicht bij de marine. Nadat hij een poos had gewoond in New York, keerde hij terug naar zijn geboortestad. In 1948 trouwde hij met de sieradenontwerpster Osceola Simmons. Tijdens de vroege jaren uit zijn muziekcarrière speelde hij onder andere met in Chicago aanwezige grootheden als Lester Young, Charlie Parker, Dizzy Gillespie en Thelonious Monk. Als hoofdberoep was hij verslavingsconsulent. Als muzikant trad hij 's nachts en in de weekends op rondom Chicago.
Campbell speelde midden jaren 1950 in het trio en in de combo van Andrew Hill, met wie eerste opnamen ontstonden bij het plaatselijke label Ping Records. Eind jaren 1950 werkte hij met Wilbur Ware (The Chicago Sound) en het Ira Sullivan Quintet met onder andere Jody Christian. In het opvolgende decennium was hij enkel betrokken bij een sessie van John Klemmer voor Cadet Records. In 1970 trad hij in Chicago op met Gene Ammons en Dexter Gordon, met Dexter Gordons kwartet ook in een tv-show. Tijdens de jaren 1970 speelde hij onder andere met Muhal Richard Abrams (Things to Come from Those Now Gone), Sonny Stitt, E. Parker McDougal, Von Freeman, Art Pepper en Ira Sullivan, tijdens de volgende twee decennia ook met Pete Candoli en Willie Pickens. Laatste opnamen ontstonden in 1993, toen hij lid was van het Jody Christian Trio met Eddie de Haas (Blues Holiday) en met Louis Smith (Silvering). Op het gebied van de jazz was hij van 1956 tot 1993 betrokken bij 34 opnamesessies.
Campbell was aan het Jazz Institute of Chicago actief in meerdere functies: als directeur, plaatsvervangend voorzitter en verantwoordelijke voor de programma-comités van de evenementen Jazz Express en het Chicago Jazz Festival.

## Overlijden
Wilbur Campbell overleed eind 1999 op 73-jarige leeftijd aan leverfalen. Zijn nalatenschap wordt bewaard in de bibliotheek van de University of Chicago.

## Discografie
- ????: Ira Sullivan & Johnny Griffin: Blue Stroll (Delmark Records)
- ????: Ira Sullivan: Nicky's Tune (Delmark)
- 1983: Clifford Jordan, Von Freeman, Cy Touff, Norman Simmons, Victor Sproles & Wilbur Campbell: Hyde Park After Dark (Bee Hive Records)